# Шартрет
Шартрет (фр. Chartrettes) је насељено место у Француској у региону Париски регион, у департману Сена и Марна.
По подацима из 2011. године у општини је живело 2573 становника, а густина насељености је износила 254,75 становника/km².

## Демографија
| 1962. | 1968. | 1975. | 1982. | 1990. | 2011. |
| ----- | ----- | ----- | ----- | ----- | ----- |
| 1.065 | 1.115 | 1.135 | 1.561 | 2.114 | 2.573 |